# Coro Paganella
Il Coro Paganella è un coro maschile alpino con sede a Terlago, paese in Provincia di Trento, che esegue principalmente un repertorio di canto popolare e di montagna.

## Storia
Il Coro Paganella si è esibito nel corso degli anni anche a Milano, Verona, Bolzano, Pescara, Caserta, Pavia, Lecco, Lodi, Casale Monferrato, Leffe, Melegnano, Coccaglio (Italia); a Stoccarda, Augusta, Ratisbona, Bamberga, Erlangen, Bayreuth (Germania); Innsbruck e Schwaz (Austria).

## Discografia
- Dove piangono le betulle, 1976, LP
- Natale, 1978, LP / MC
- Incantesimi trentini, 1980, LP / MC
- Omaggio agli Alpini d'Italia, 1985, LP / MC
- Voci in armonia (Stimmen aus den Dolomiten), 1996 CD / MC
- Natale 2000, CD /  MC
- Conturina, 2001, CD / VHS
- Sen ritornadi a baita, MC (2002) / CD (2004)
- 'Ndormenzete popin in Le montagne migranti, 2008 , CD
- Voce nel Coro, 2008  BOOK + CD
- La Montanara - La Villanella - La Paganella (uscita prevista nel 2012)